# Kriolit
Kriolit, kryolit – rzadki minerał z gromady halogenków. Nazwa pochodzi od gr. kryos = lód i lithos = skała, co oznacza kamień lodowy.

## Właściwości
Biały, podobny z wyglądu do lodu. Jest kruchy, przezroczysty. Zazwyczaj tworzy kryształy o pokroju sześciennym. Odznacza się dobrą, zbliżoną do kostkowej podzielnością. Występuje w skupieniach zbitych i drobnoziarnistych. Odłupki zanurzone w wodzie stają się niewidoczne.

## Występowanie
Kriolit występuje głównie w pegmatytach kwarcowo-skaleniowych. Często towarzyszą mu syderyt i piryt. Jest bardzo niewiele złóż nadających się do eksploatacji.
Miejsca występowania:
- Największe, obecnie już wyczerpane, znajdowało się w Ivigtut nad Arsukfjordem w zachodniej Grenlandii. Kriolit występował razem z syderytem, kwarcem, fluorytem, i topazem.
- Rosja – Ural k. Miassa (występuje w towarzystwie topazu, fluorytu, i fenakitu)
- Nigeria – Kaffo (razem z granitem, topazem, pirochlorem, astrofyllitem).
- Hiszpania
- USA – Kolorado

## Zastosowanie
- Stanowi poszukiwany kamień kolekcjonerski
- Stosowany głównie jako topnik obniżający temperaturę w procesie produkcji elektrolitycznej aluminium. Ze względu na duże zapotrzebowanie i rzadkość występowania, obecnie stosuje się związek syntetyczny. Historycznie używany był też do produkcji sody oraz wodorotlenku glinu przy wykorzystaniu reakcji[1]:

Na3[AlF6] + 3CaO → 3CaF2 + Al(ONa)3
2Al(ONa)3 + 3CO2 + 3H2O → 3Na2CO3 + 2Al(OH)3
- Jako środek mącący w produkcji mlecznego szkła i emalii.
- Używany przy produkcji środków ochrony roślin.